# جین وایت
جین وایت (انگلیسی: Jane Waddington Wyatt; زاده ۱۲ اوت ۱۹۱۰ – درگذشته ۲۰ اکتبر ۲۰۰۶) یک هنرپیشه اهل ایالات متحده آمریکا بود.
وی از سال ۱۹۳۱ بصورت حرفه ای وارد سینما شده است.
آرامگاه جین وایت در لس آنجلس میباشد.

## گزیده فیلمشناسی
از فیلم‌ها یا برنامه‌های تلویزیونی که وی در آن نقش داشته‌است می‌توان به آثار زیر اشاره کرد.
- آرزوهای بزرگ (فیلم ۱۹۳۴) (۱۹۳۴)
- خوش‌شانس‌ترین دختر جهان (۱۹۳۶)
- افق گمشده (فیلم ۱۹۳۷) (۱۹۳۷)
- هیچ جز قلب تنها (۱۹۴۴)
- بومرنگ (فیلم ۱۹۴۷) (۱۹۴۷)
- قرارداد شرافتمندانه (۱۹۴۷)
- کانادا پسیفیک (فیلم) (۱۹۴۹)
- یگان رزمی (فیلم) (۱۹۴۹)
- خانه کنار رودخانه (۱۹۵۰)
- پیشتازان فضا ۴: سفر به خانه (۱۹۸۶)